# 덤플링
덤플링(영어: dumpling)은 (밀가루나 쌀가루, 감자, 빵 등의 녹말이 든 재료로) 반죽을 빚어 만든 음식이다. 소를 넣어 빚은 만두 등의 소를 넣은 피 음식, 소를 넣거나 넣지 않은 경단, 소를 넣지 않고 빚은 수제비나 감자옹심이 등이 모두 덤플링으로 분류된다. 삶거나 찌거나 굽거나 튀겨 먹는다.

## 사진

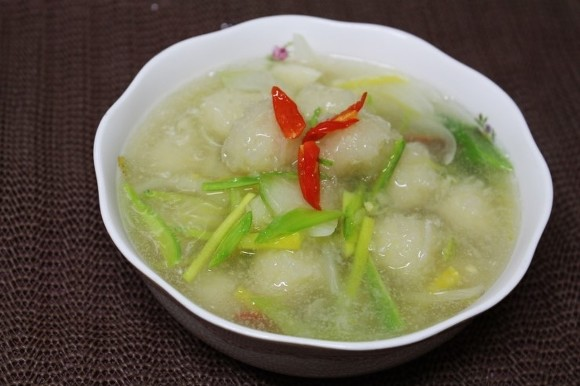
감자옹심이
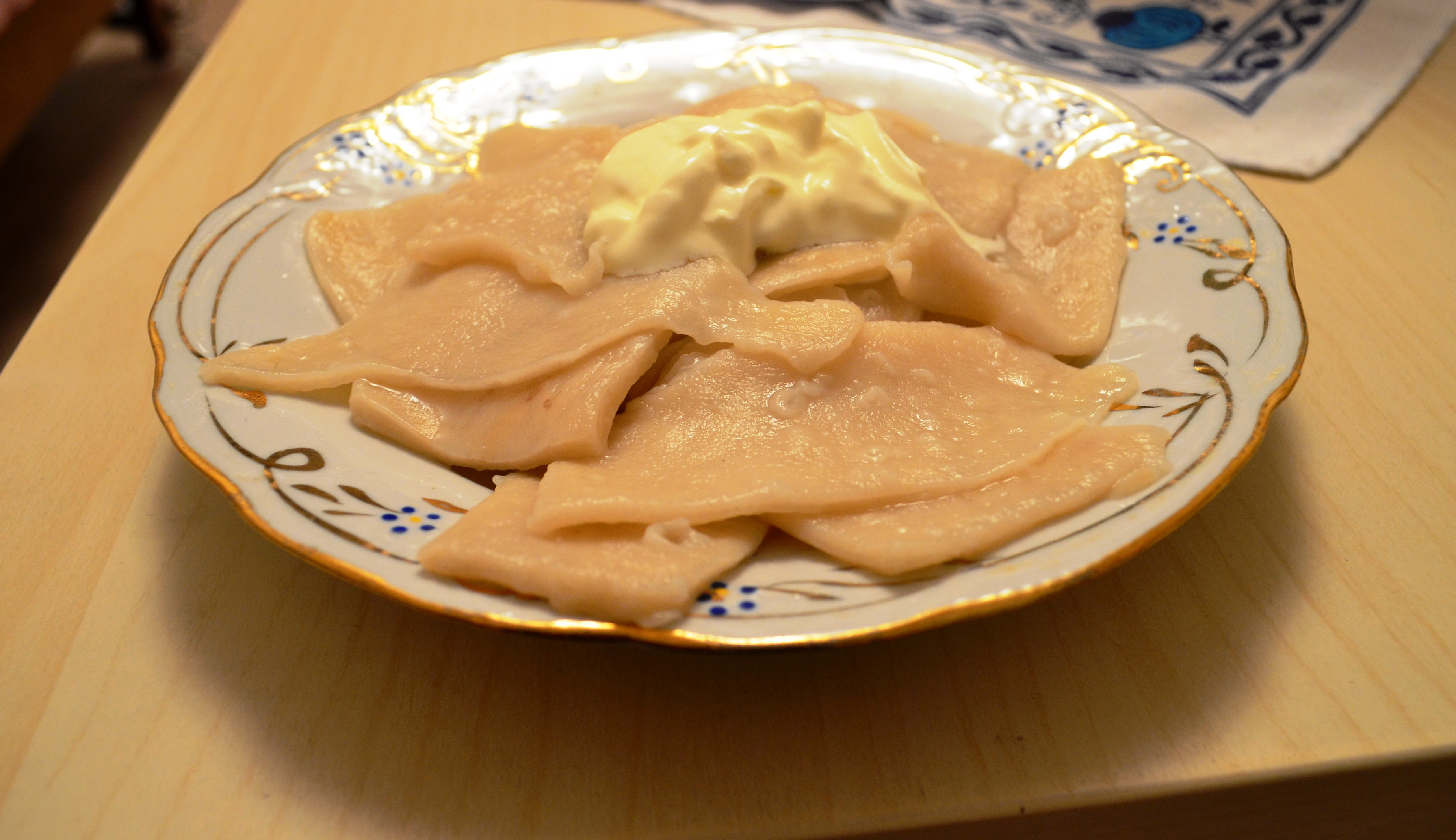
라잔키
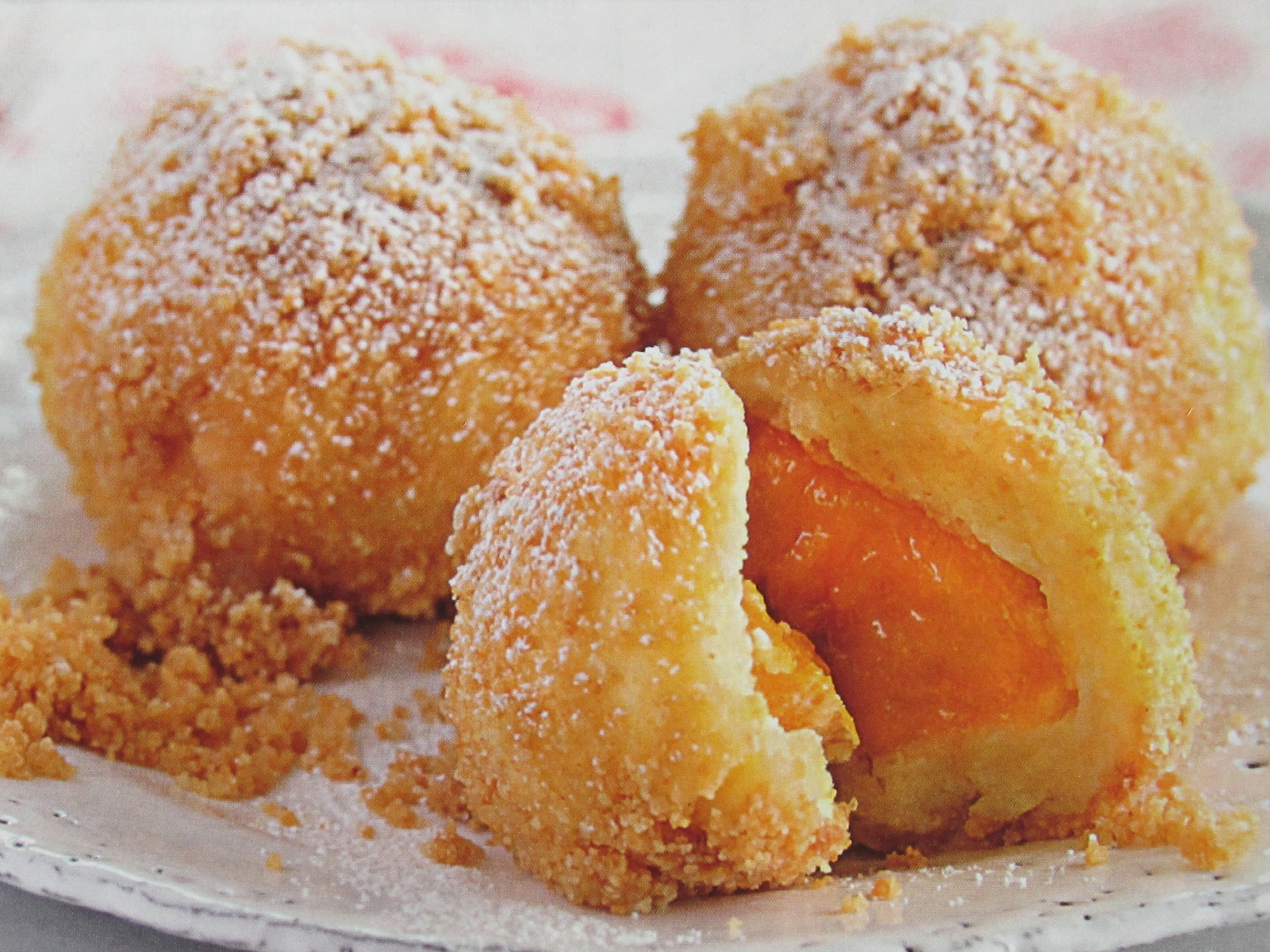
마릴렌크뇌델
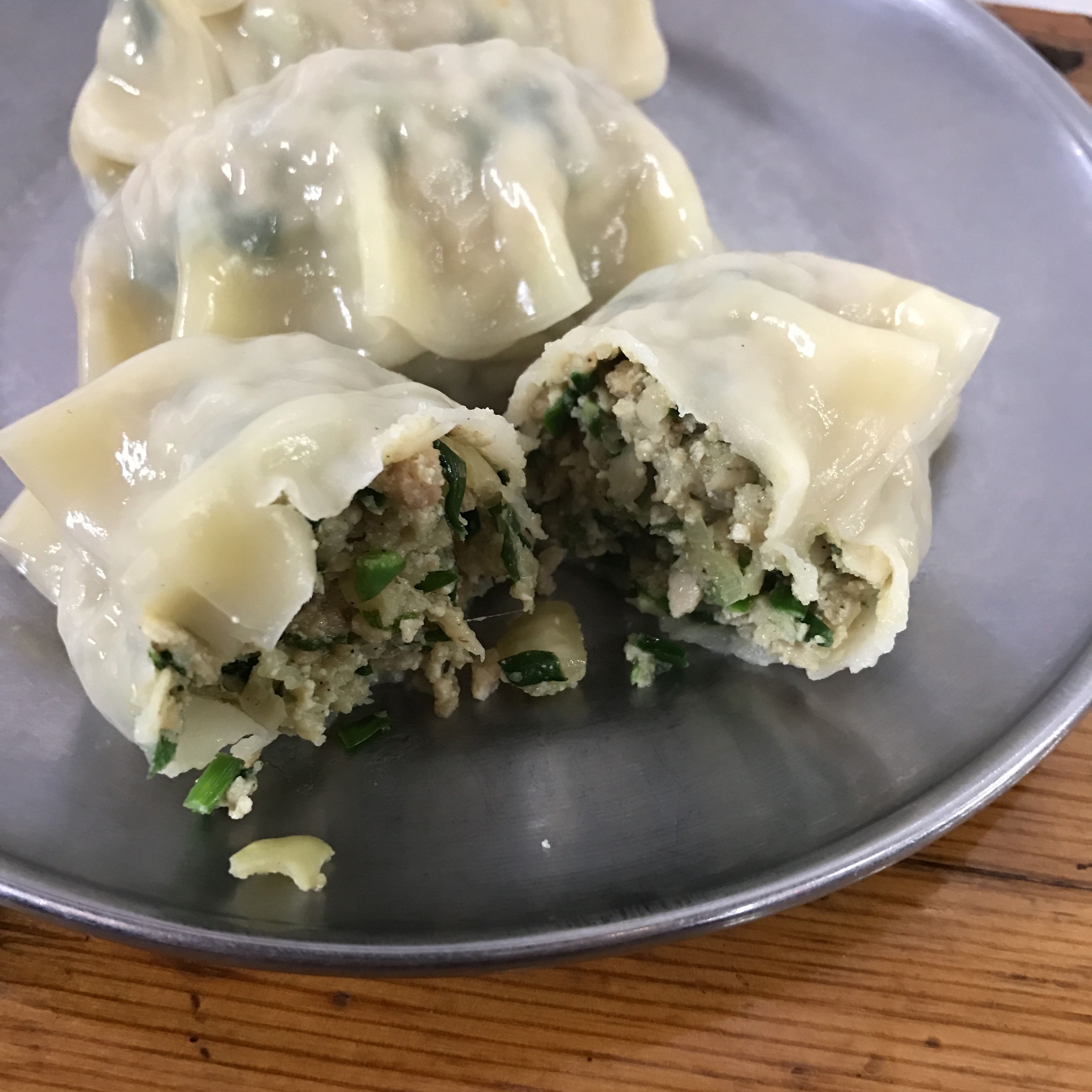
만두
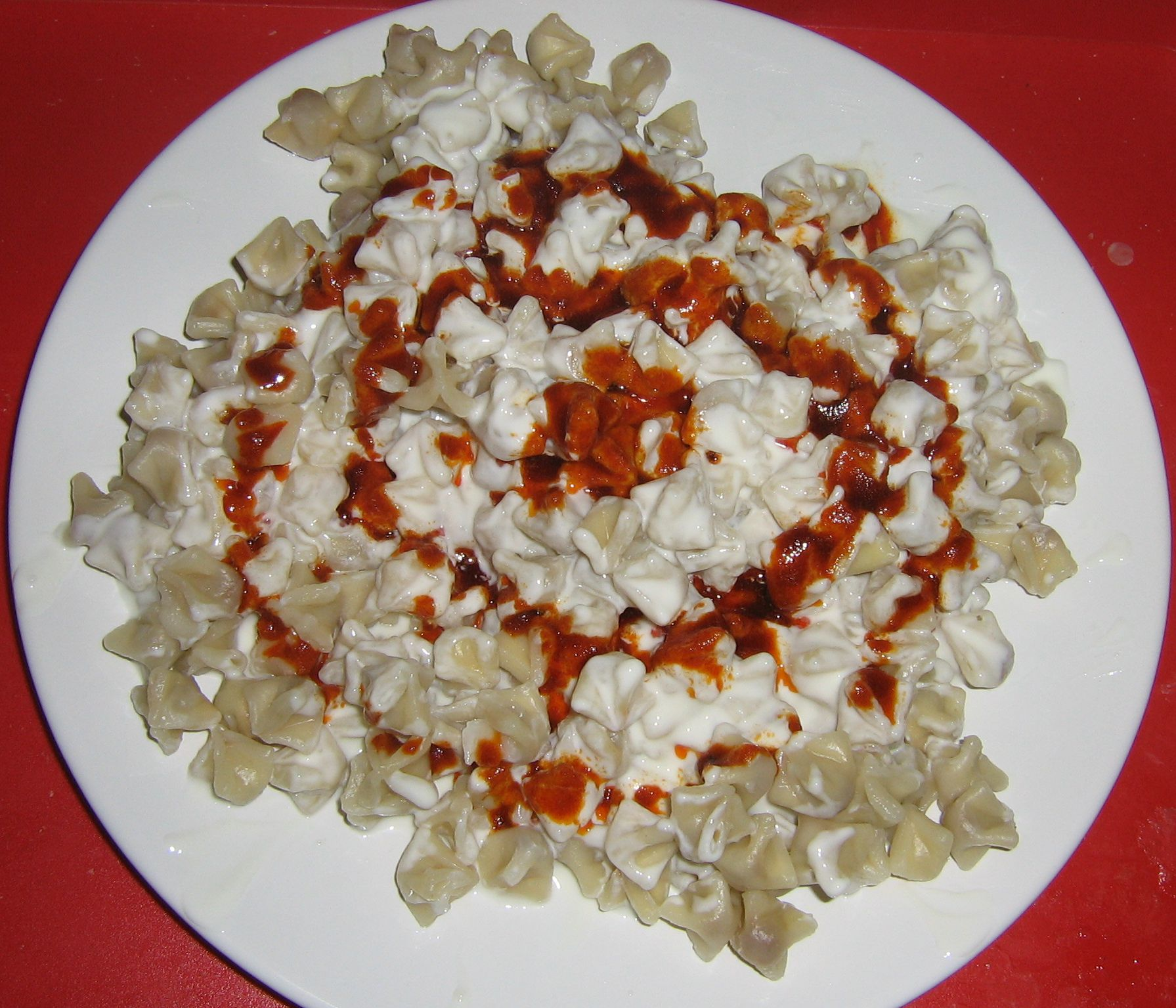
만트
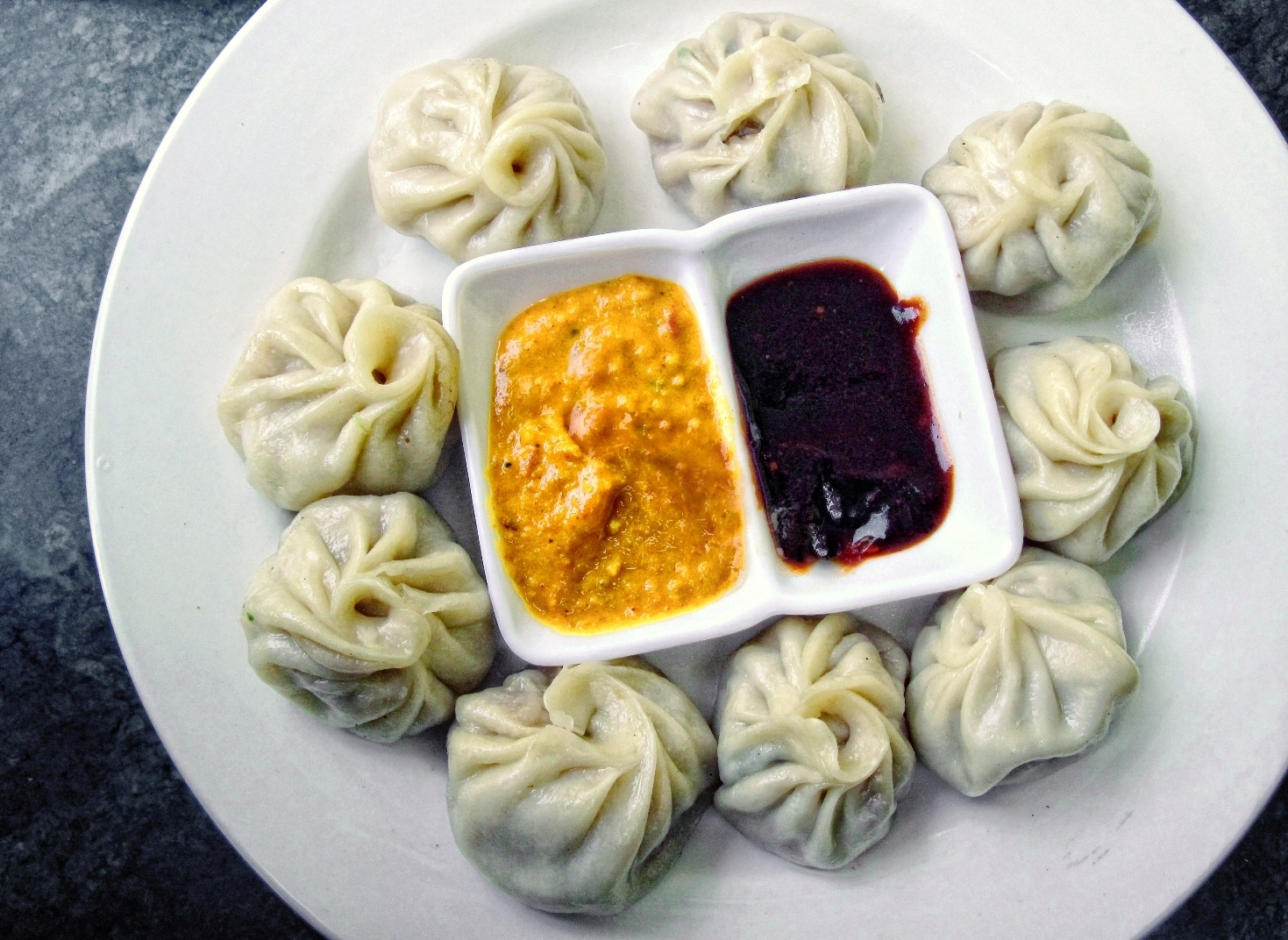
모모
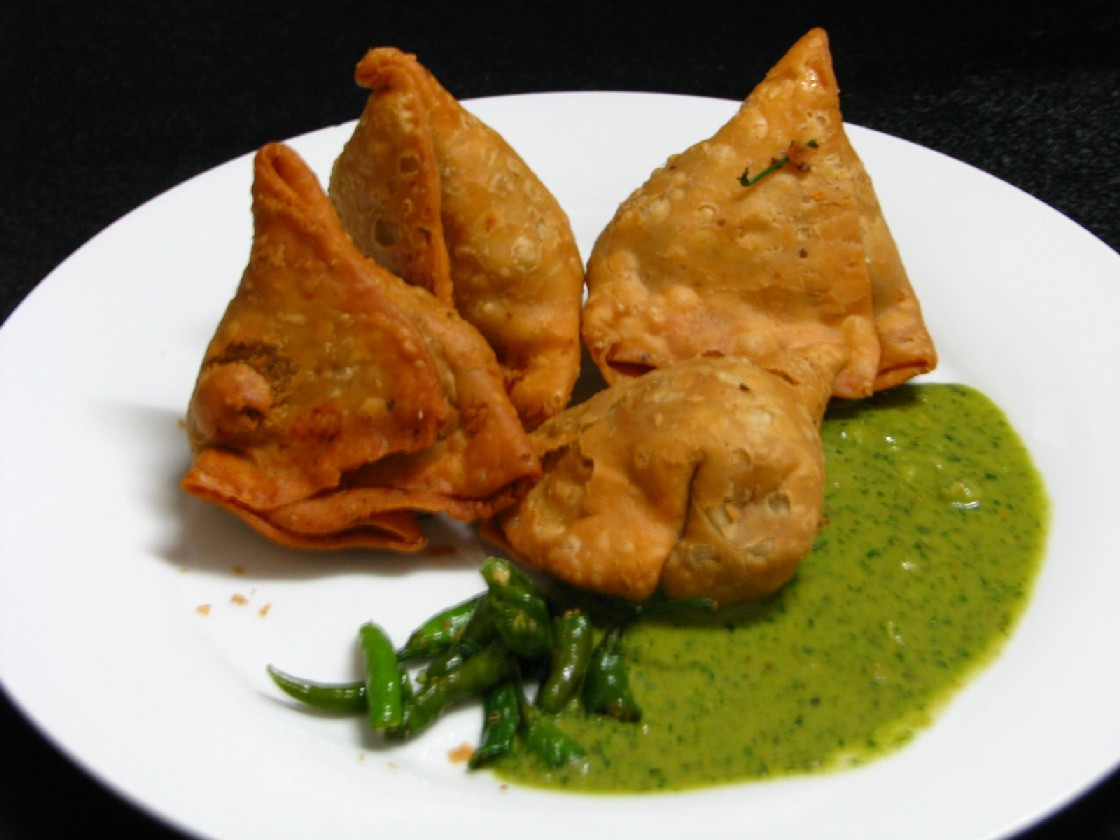
사모사
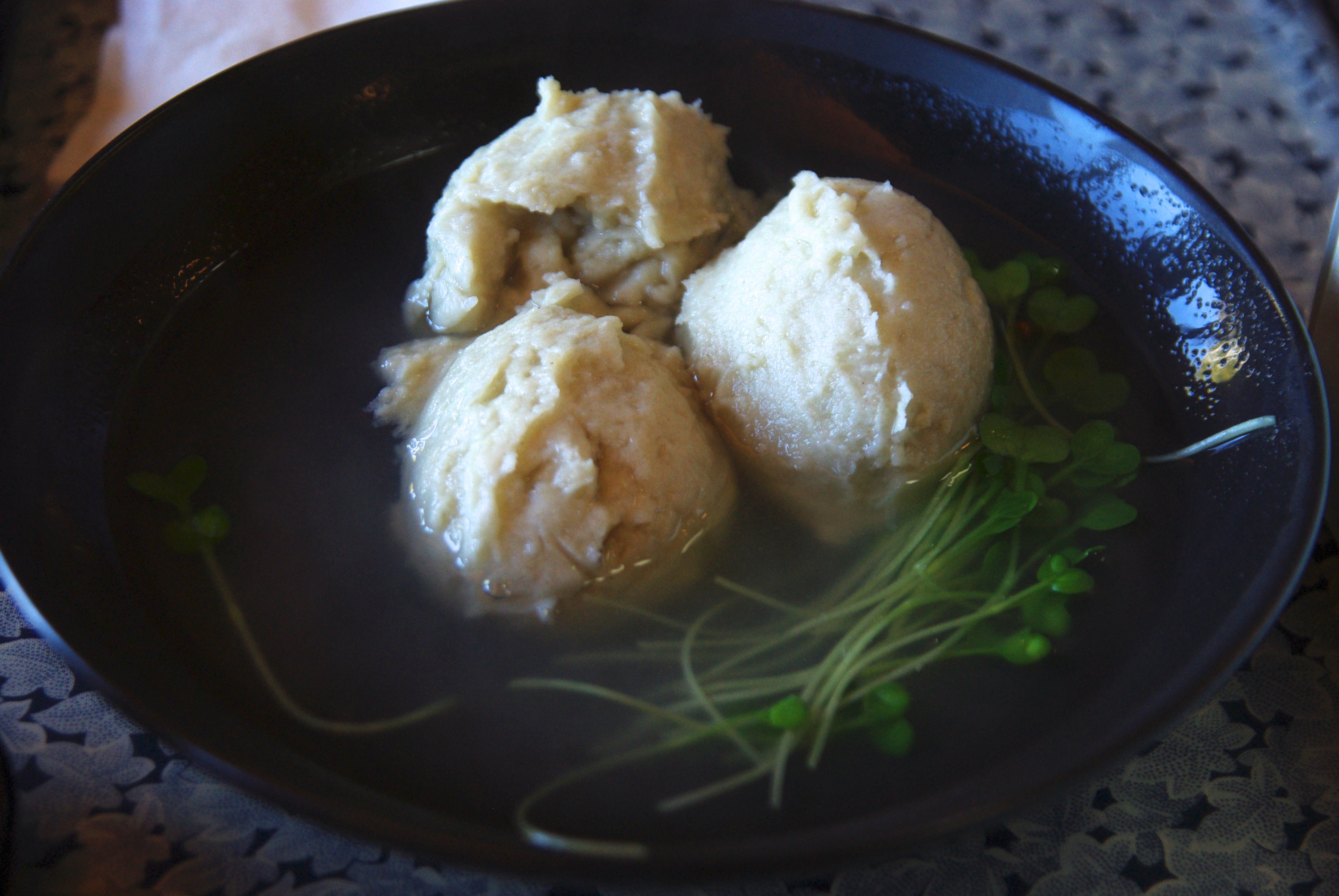
소바가키
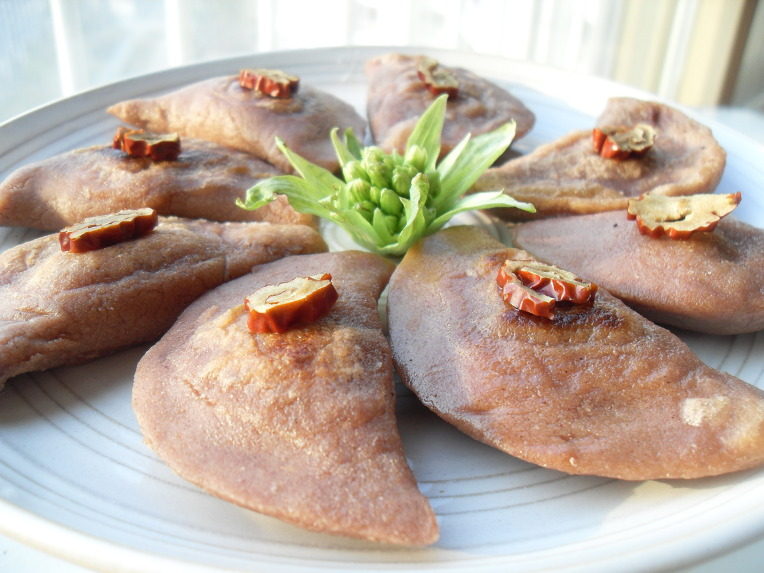
수수부꾸미
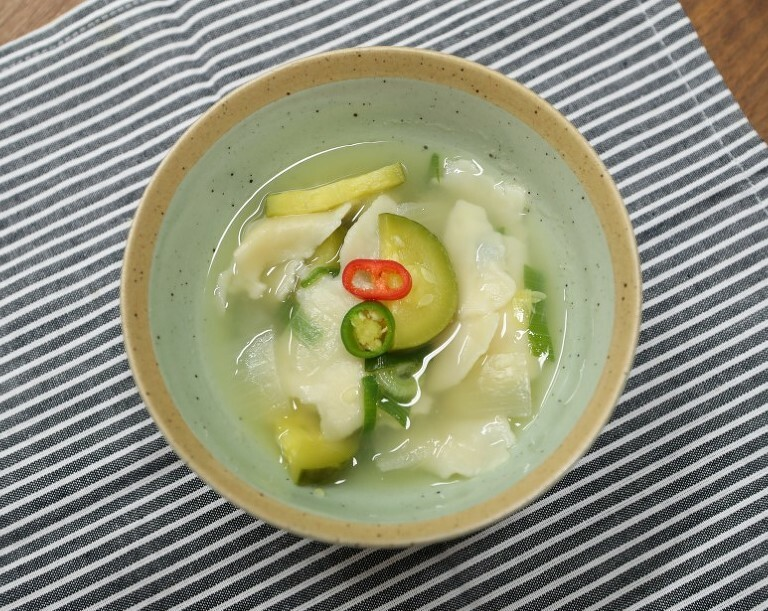
수제비
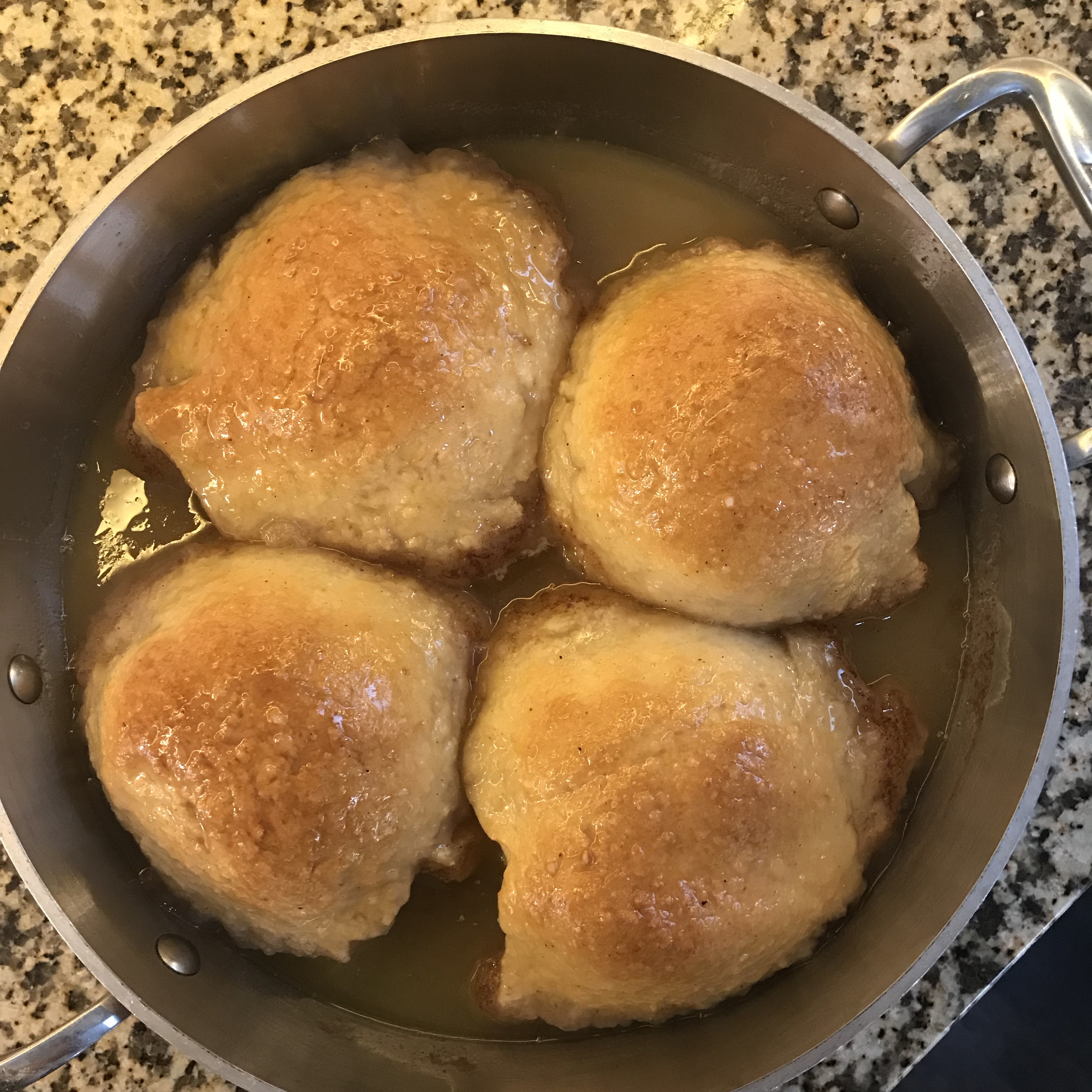
애플 덤플링
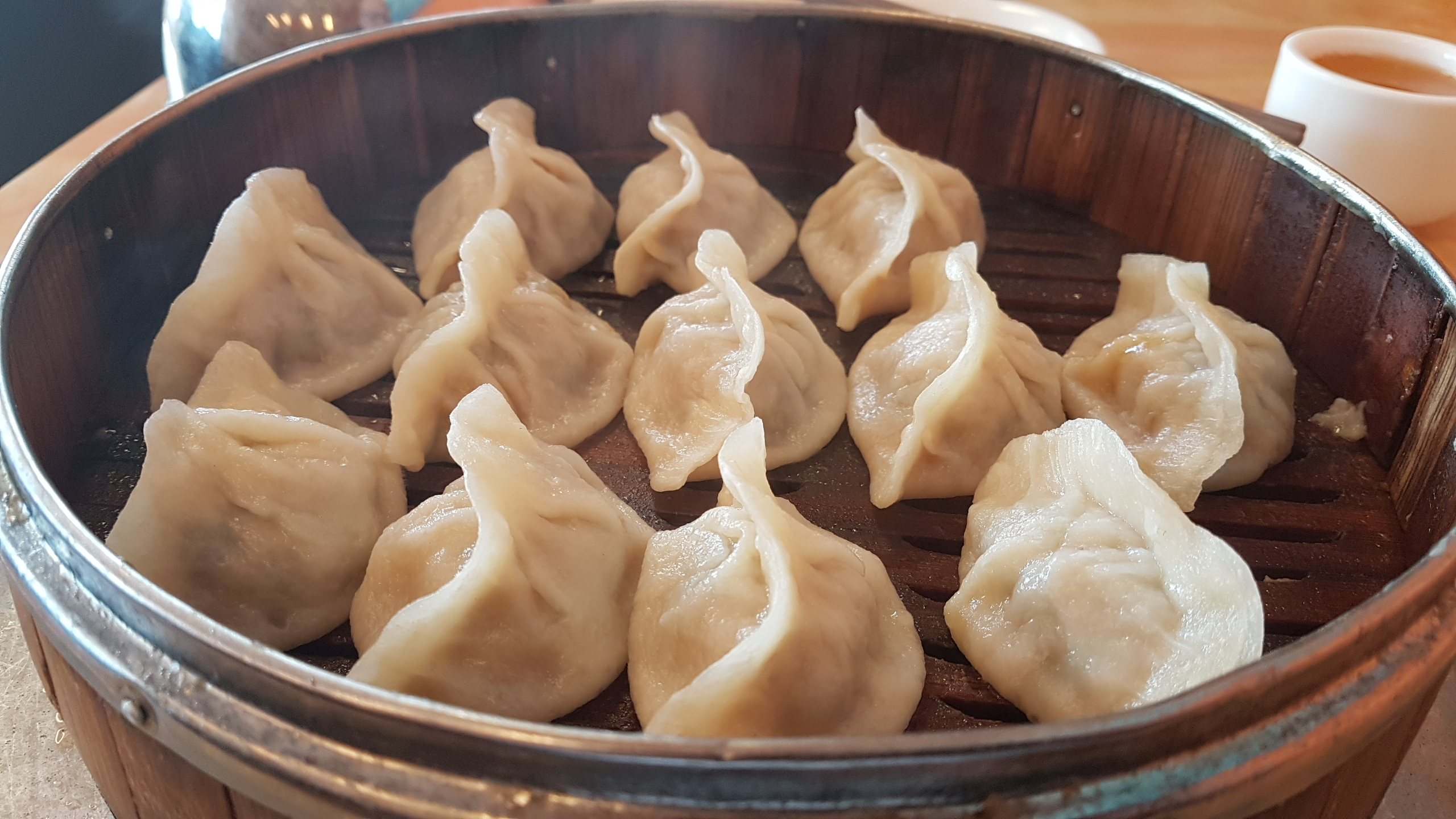
자오쯔
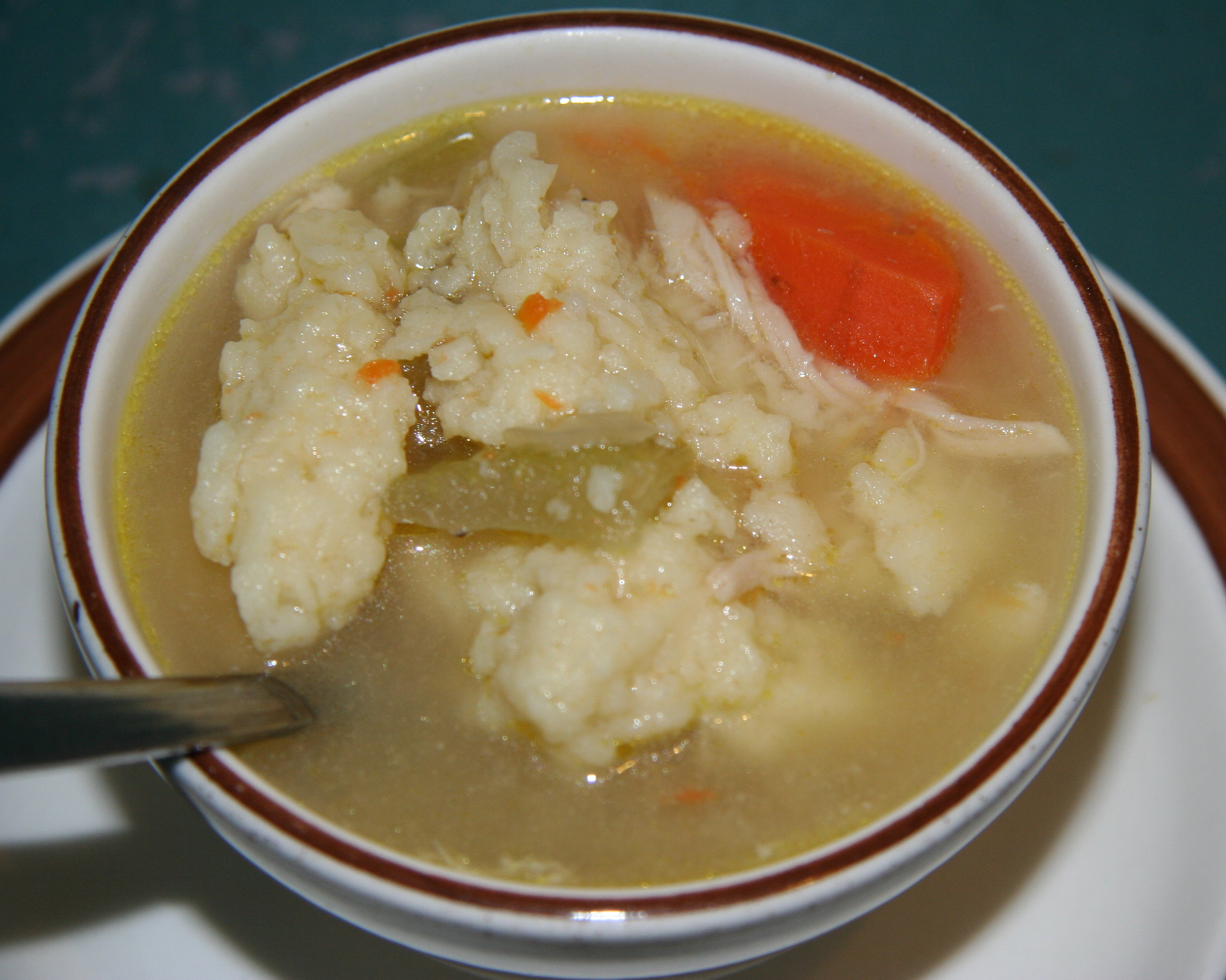
치킨 앤드 덤플링
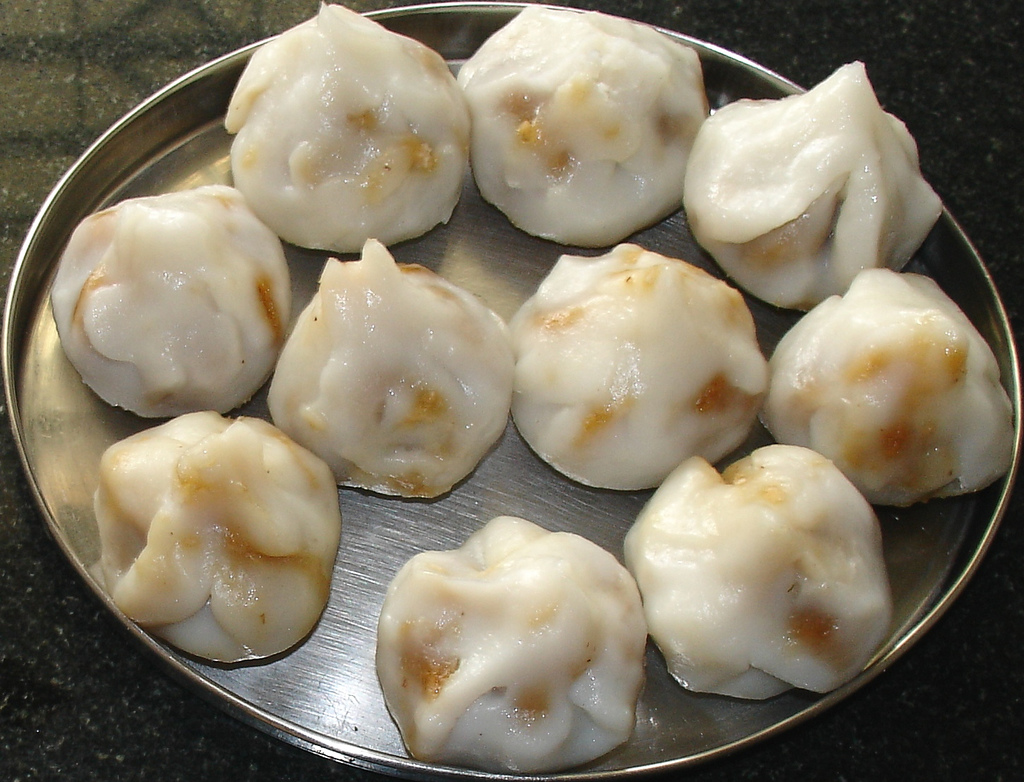
코루카타
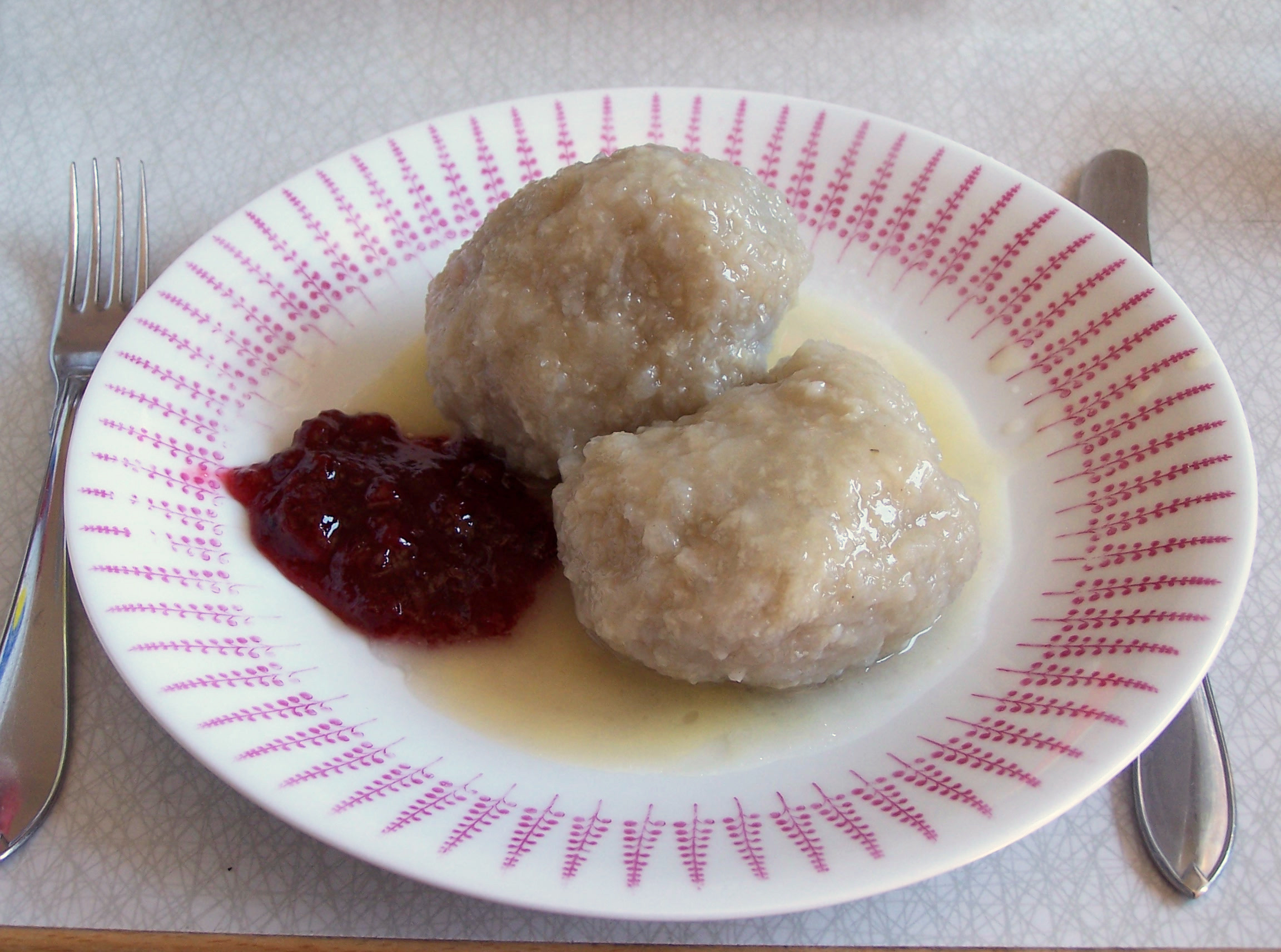
크롭카카
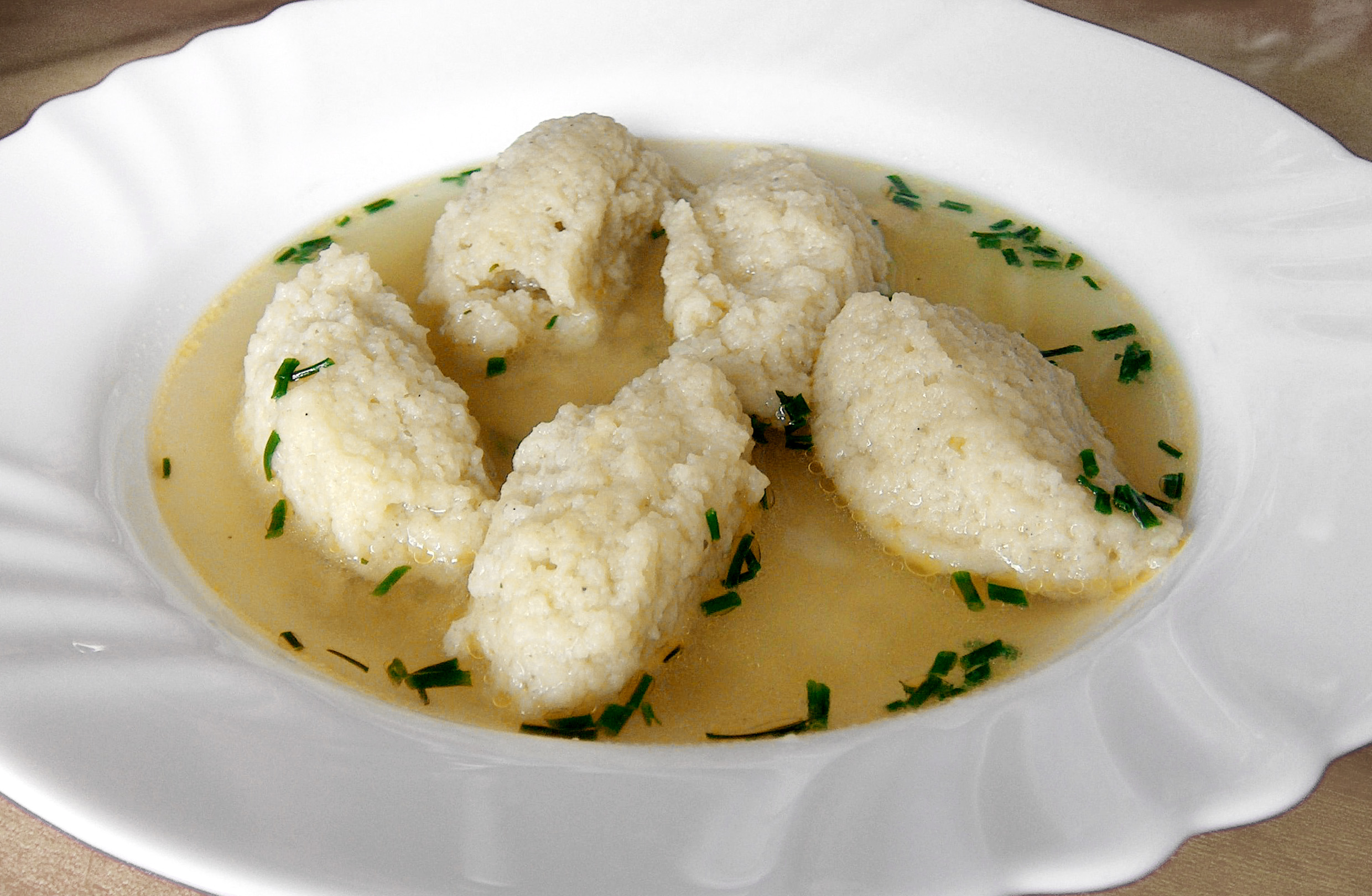
클로스
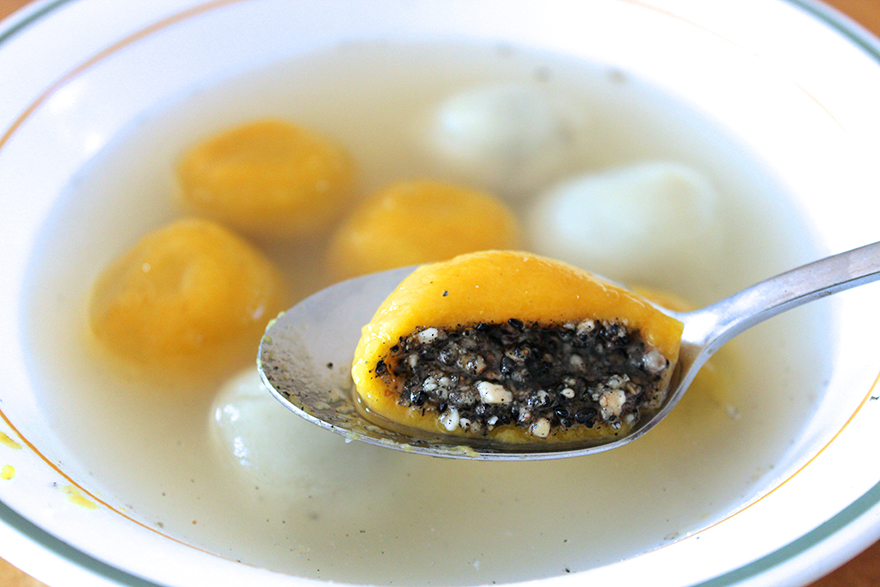
탕위안
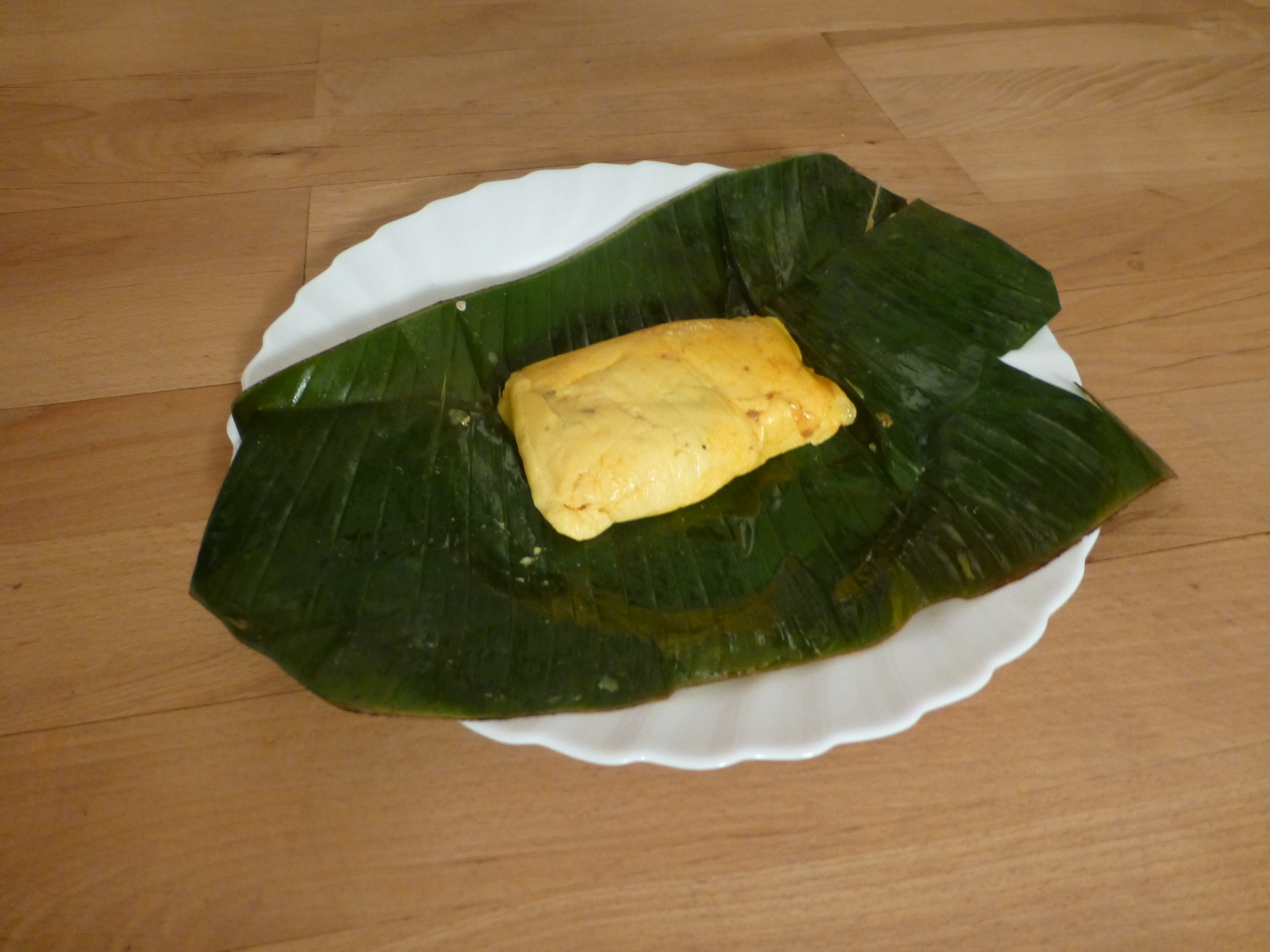
파스텔
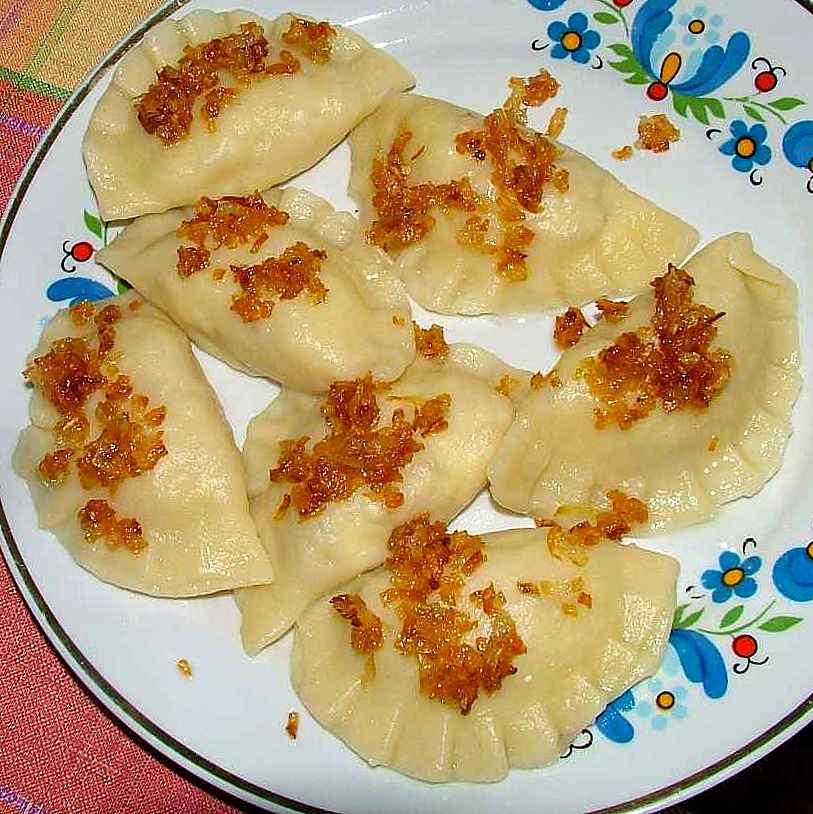
피에로기
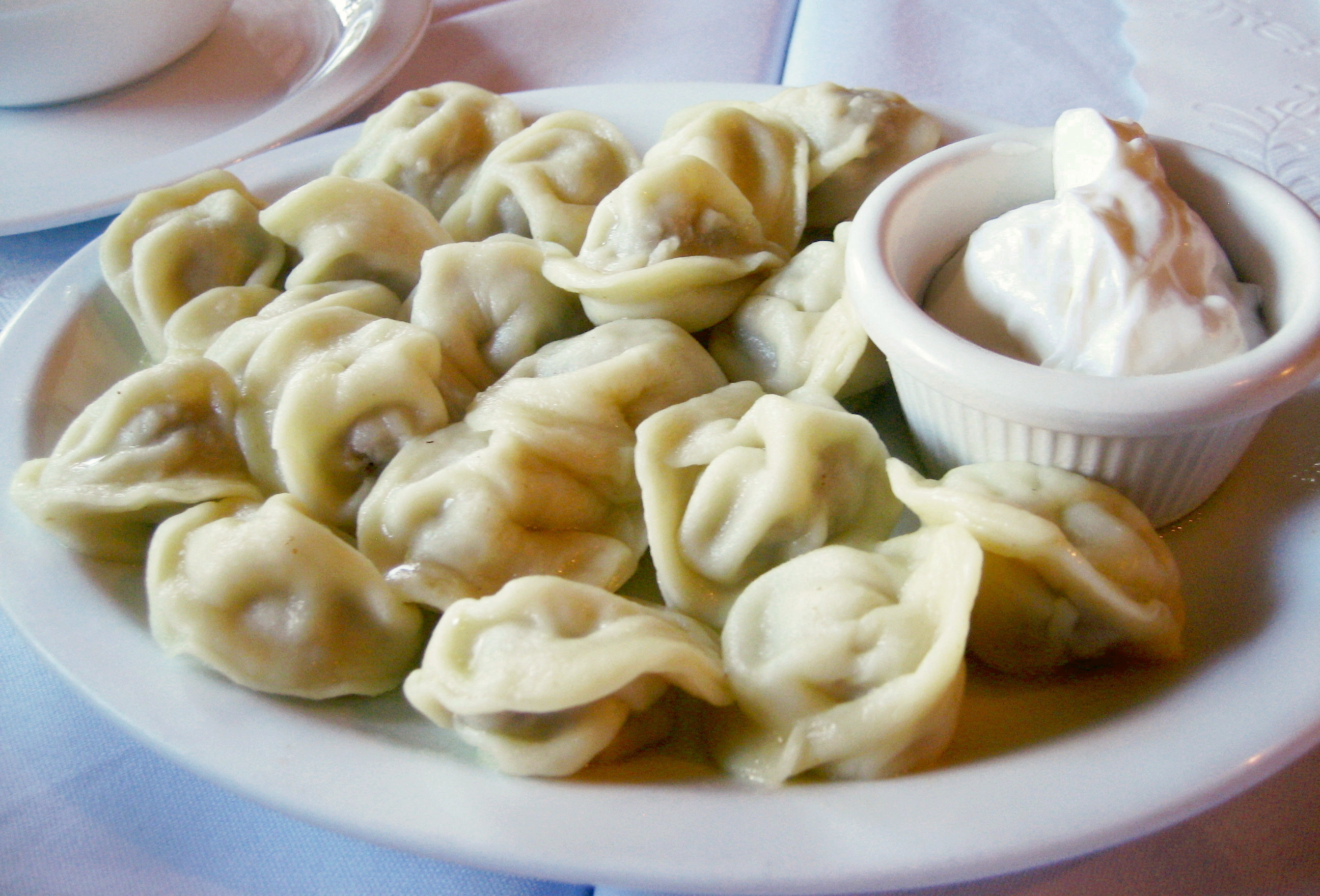
펠메니
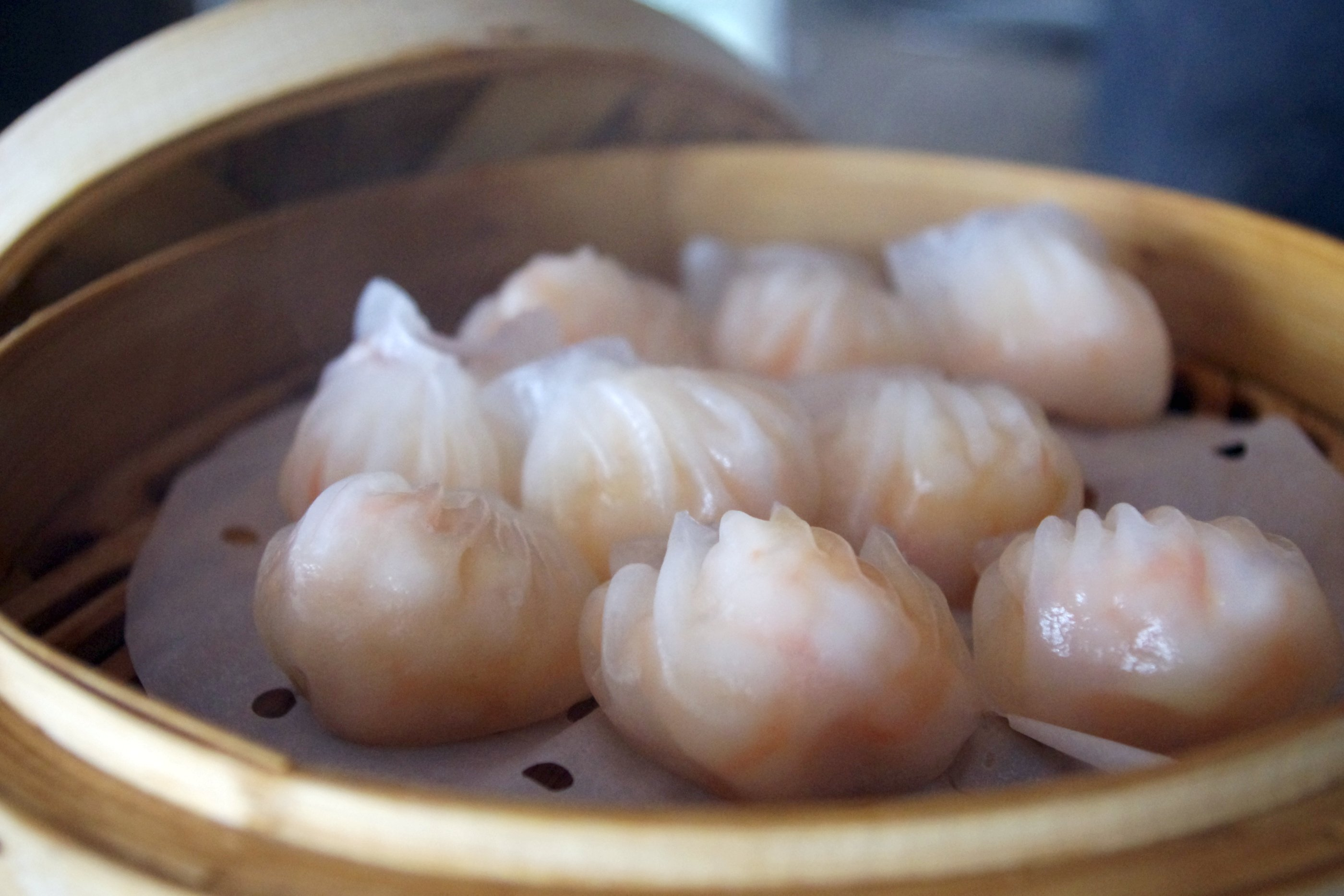
하가우
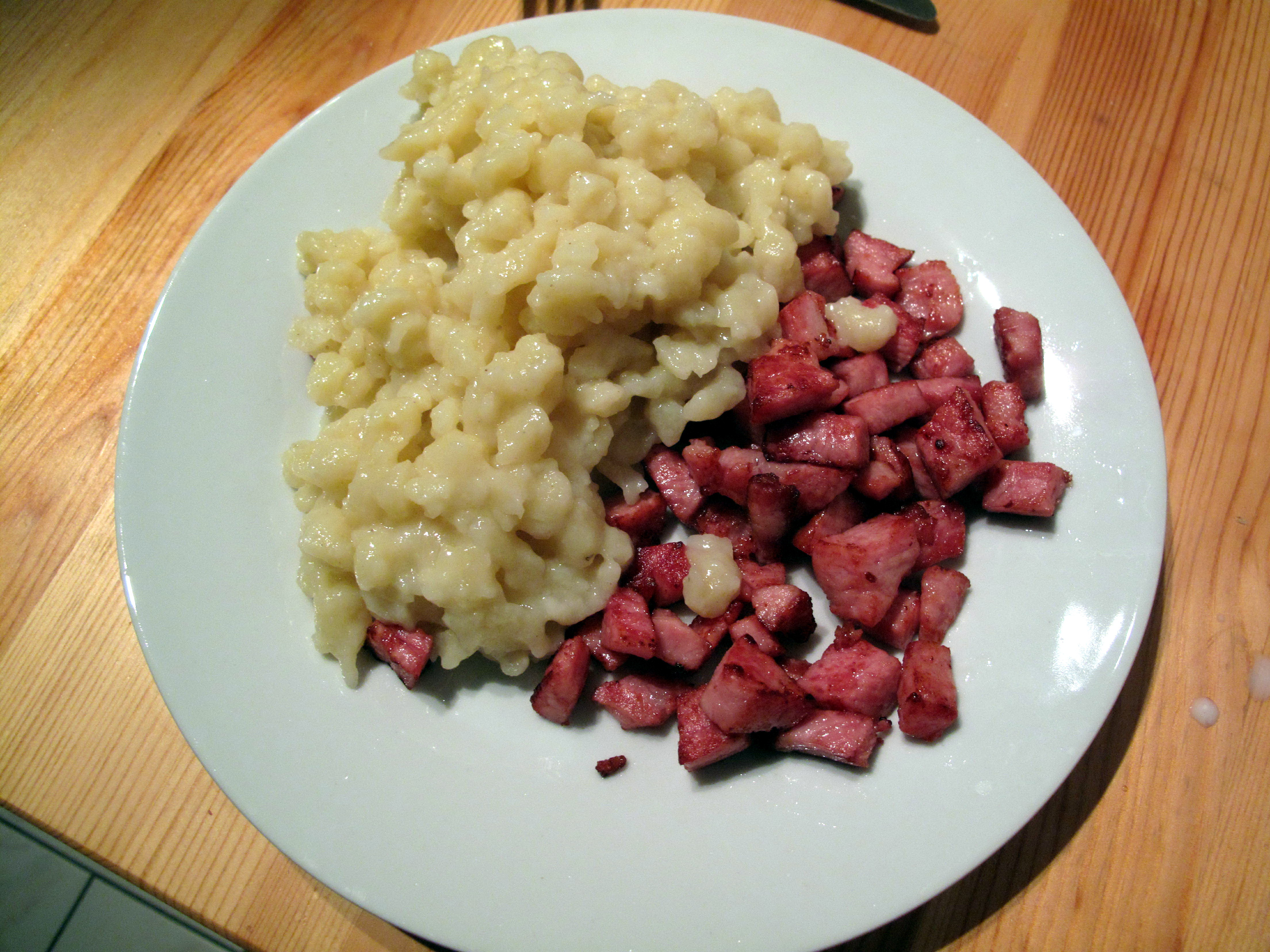
할루슈키
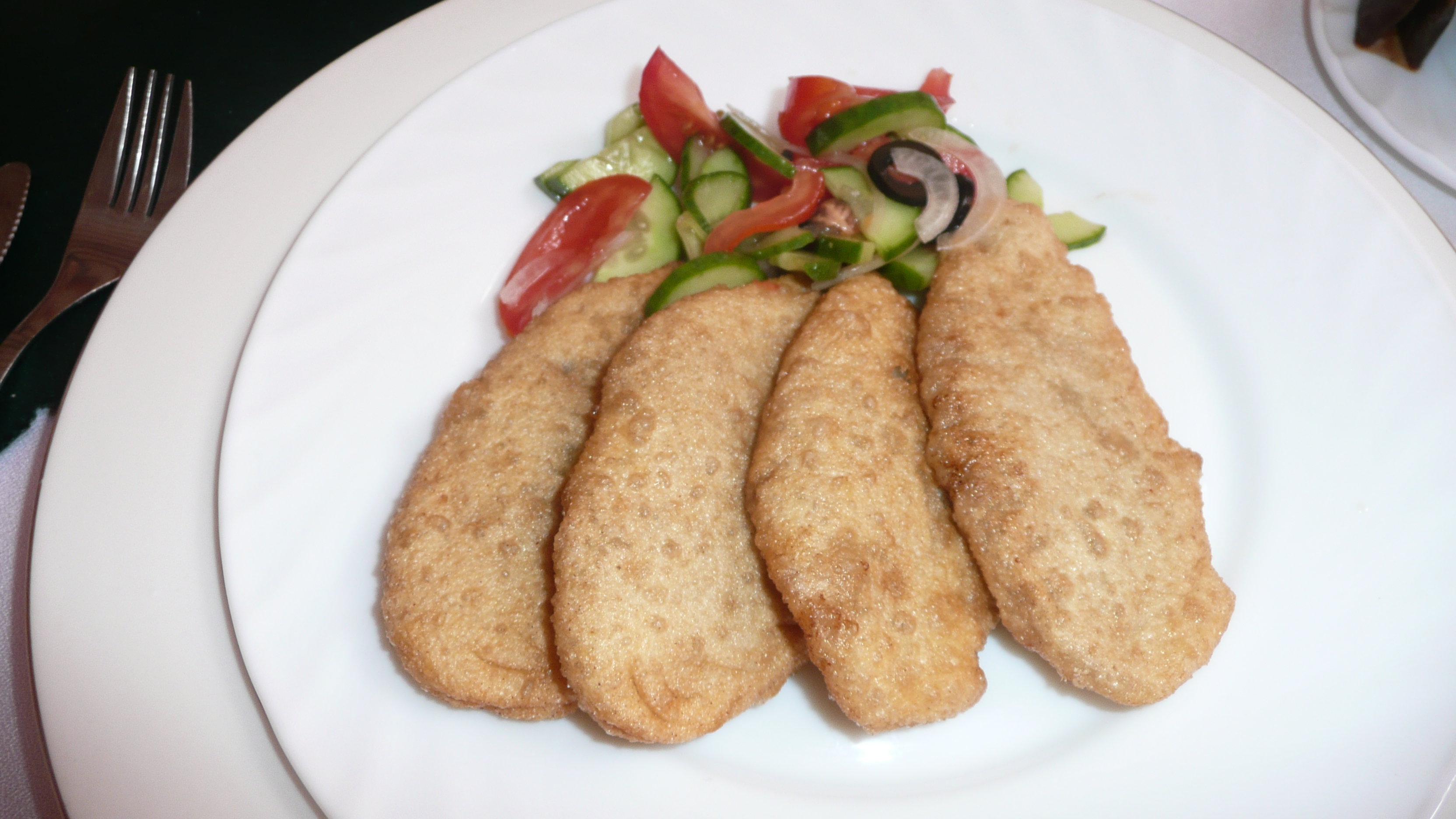
후슈르
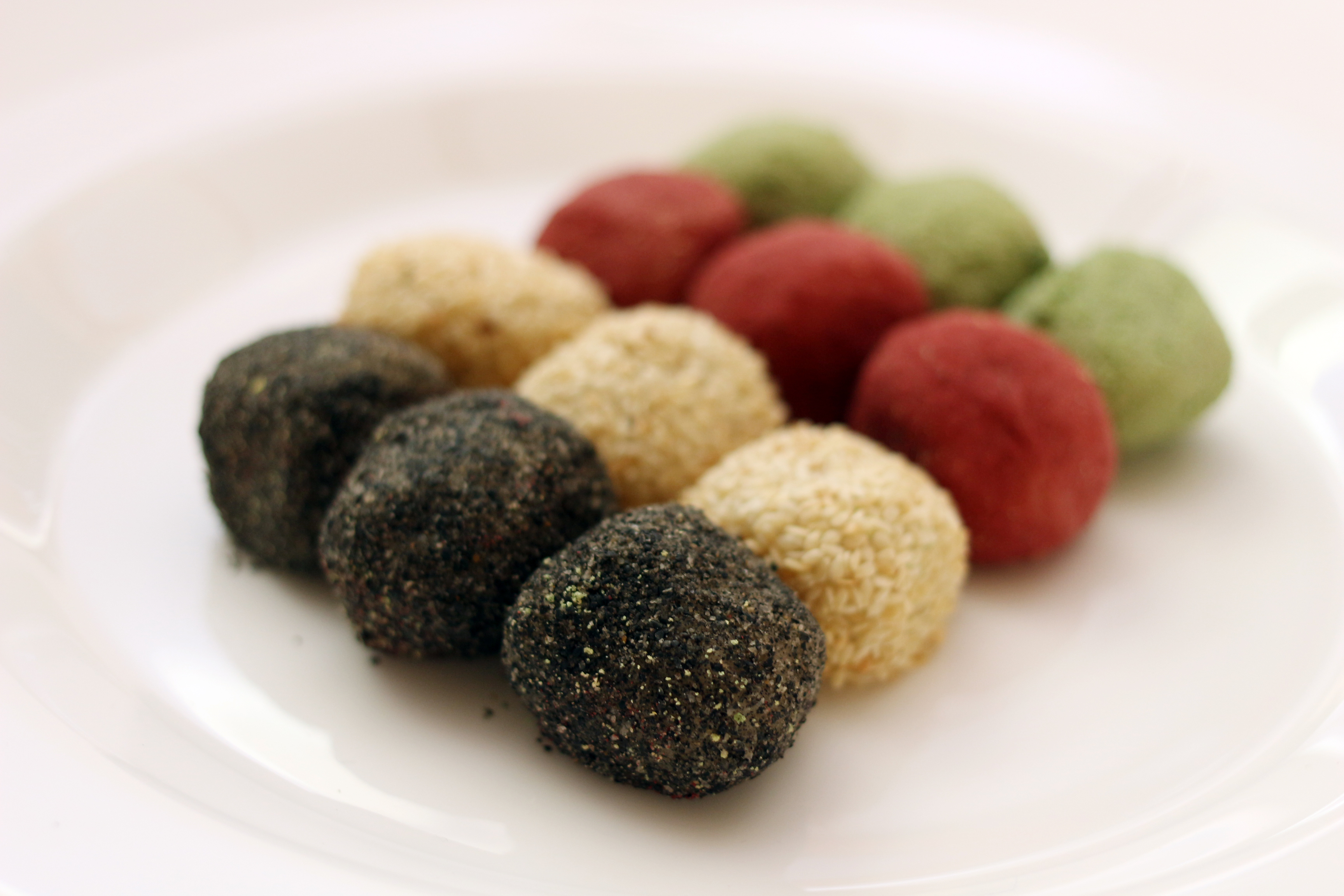
경단

## 같이 보기
- 소를 넣은 피
- 완자